# Doris Herrmann
Doris Herrmann (* 23. September 1938 in Görlitz/Schlesien; † 19. Juli 2023) war eine deutsche Politikerin (Bündnis 90/Die Grünen).

## Leben
Im Frühjahr 1945 trat Herrmann mit ihrer Familie die Flucht aus Schlesien nach Oberfranken an. In Oberfranken besuchte sie die Schule bis zum Abitur. Nach ihrem Abitur begann sie ein Pharmazie-Studium in Würzburg. Ihr Staatsexamen legte sie 1964 ab und begann im Anschluss eine Tätigkeit als angestellte Apothekerin in Göttingen. Im Jahr 1982 beendete sie ihre Berufstätigkeit aufgrund vermehrter Konflikte mit der herrschenden Pharmazie. Politisch aktiv war Herrmann seit 1980, ursprünglich aufgrund der Erweiterung des Göttinger Standortübungsplatzes sowie des Baus von Panzertrassen in einem Landschaftsschutzgebiet. Herrmann war Gründungsmitglied der Bürgerinitiative „Rettet den Göttinger Wald“. Ferner war sie in der Friedensarbeit als Mitglied in mehreren Friedens- und Umweltverbänden aktiv. Zudem war Herrmann Mitarbeiterin bei amnesty international (ai). 

## Öffentliche Ämter
Zwischen 1986 und 1989 war Doris Herrmann Ratsfrau in der Gemeinde Gleichen. Bei der Landtagswahl in Niedersachsen 1990 wurde sie über den Landeswahlvorschlag in den Landtag gewählt. Dort war sie Vizepräsidentin, bis sie am 23. Oktober 1991 ihr Abgeordnetenmandat niederlegte.

## Quelle
- Barbara Simon: Abgeordnete in Niedersachsen 1946–1994. Biographisches Handbuch. Hrsg. vom Präsidenten des Niedersächsischen Landtages. Niedersächsischer Landtag, Hannover 1996, S. 158.